# Андриевский, Александр Петрович
 Алекса́ндр Петро́вич Андрие́вский  (укр. Олександр Петрович Андрієвський; 25 июня 1994, Киев, Украина) — украинский футболист, полузащитник житомирского «Полесья».

## Карьера
Воспитанник харьковского «Металлиста».
В Украинской Премьер-лиге дебютировал 10 мая 2012 года в матче против полтавской «Ворсклы». В марте 2015 года подписал контракт на 3,5 года с киевским «Динамо».
В июле 2016 года на условиях аренды перешёл в одесский «Черноморец».
В августе 2017 подписал годовое арендное соглашение с луганской «Зарёй».

## Достижения

### Командные
«Металлист»
- Серебряный призёр чемпионата Украины: 2012/13

«Динамо» (Киев)
- Чемпион Украины (2): 2014/15, 2020/21
- Серебряный призёр чемпионата Украины (3): 2018/19, 2019/20, 2023/24
- Обладатель Кубка Украины (3): 2014/15, 2019/20, 2020/21
- Обладатель Суперкубка Украины (3): 2018, 2019, 2020

### Личные
- Лучший игрок месяца чемпионата Украины: октябрь 2017